# Битва за Висайские острова
Битва за Висайские острова (с фил. Labanan sa Visayas) — наземная операция союзников по освобождению Висайских островов (Филиппины) от японских войск, которая проходила с 18 марта по 30 июля 1945 года на Тихоокеанском театре военных действий Второй мировой войны, часть операции по освобождению Филиппин.

## Предыстория
После начала вторжения на Палаван Дуглас Макартур начал двухнедельную подготовку к захвату Висайских островов в центральной части Филиппин. Планировалось захватить острова Панай, Негрос, Себу и Бохоль. Филиппинские партизаны контролировали практически всю сельскую местность на этих островах. Около 30 000 японских солдат удерживали важные прибрежные города, в том числе город Себу на острове Себу и город Илоило на Панай. Эти два крупных порта должны были стать базой для вторжения войск союзников на материковую часть Японии.

## Сражение
Битву за Висайские острова было решено разделить на две части: операция VICTOR I по захвату северо-западной части острова Негрос и острова Панай; операция VICTOR II по захвату островов Себу, Бохоль и юго-восточной части острова Негрос.

### Операция VICTOR I
Генерал-лейтенант Роберт Эйчелбергер, который командовал 8-й армией США, для выполнения операции VICTOR I назначил 40-ю пехотную дивизию под командованием генерал-майора Раппа Браша и в резерве выделил 503-й парашютно-десантный полк.
Первой целью был выбран остров Панай. В начале марта началась двухнедельная бомбардировка японских позиций на острове. 18 марта 1945 года 185-й пехотный полк 40-й пехотной дивизии без сопротивления высадился в районе Тигбауан, в нескольких километрах от города Илоило. К этому времени большую часть острова была освобождена филиппинскими партизанами под командованием полковника Макарио Пералта.
Полк начал операцию по захвату аэродрома в районе Кабатуан, где в настоящее время находится международный аэропорт Илоило. Затем был захвачен аэродром в районе Мандерриао. Японцы засели в городе Илоило, который был захвачен за два дня. Но некоторые японские солдаты ушли в джунгли и горы, где сражались до конца войны. Лишь в конце войны около 1500 японских солдат сдались.
20 марта был захвачен остров Гимарас, а 21 марта остров Инампулаган, которые находятся между островами Панай и Негрос.

### Захват острова Негрос
29 марта 1945 года взвод 185-го пехотного полка под командованием 1-го лейтенанта Аарона Хансона высадился перед основной частью десанта, который должен был прибыть в район города Баколод. Отряд Хансона за несколько часов захватил мост через реку Баго, который был важным стратегическим пунктом на острове.
Захват моста позволил 185-му пехотному полку без сопротивления высадится в Пулупандане. Полк быстро стал продвигаться в направлении города Баколод, захватив семь мостов по пути. 30 марта 1945 года был захвачен город Баколод, практически без сопротивления. Остальные части 40-й пехотной дивизии стали продвигаться вглубь острова Негрос. 2 апреля вся прибрежная равнина была захвачена американскими солдатами.
9 апреля 1945 года все три полка 40-й пехотной дивизии выдвинулись на восток в горную местность острова. Японские солдаты упорно сопротивлялись, а их позиции были хорошо защищены. Помимо этого японцы проводили ночные атаки на позиции американских войск. Вскоре американцы стали применять тактику проникновения на гору маленькими группами, с целью выбить японцев с их позиций. 4 июня японцы покинули свои позиции и отступили дальше в горы острова, где сражались до конца войны.

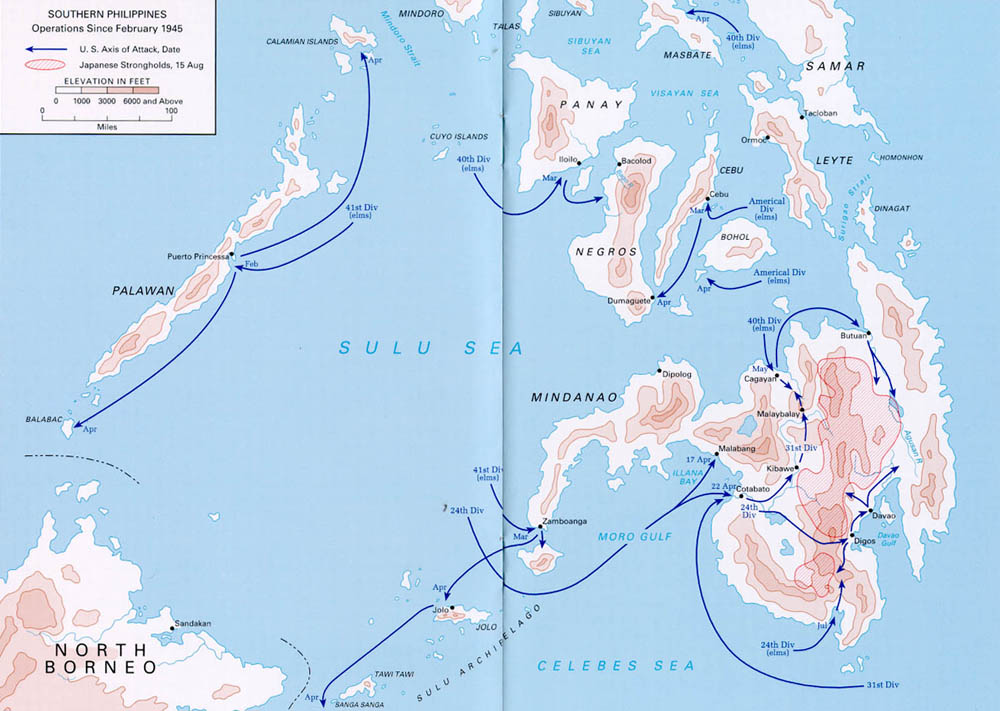
План операции на юге Филиппин

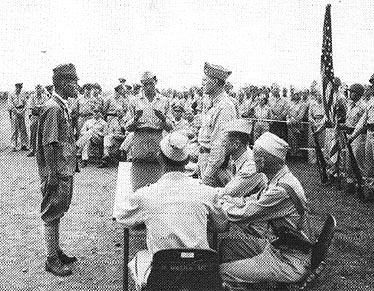
Японские войска сдаются 40-й пехотной дивизии США

### Операция VICTOR II
Примерно через неделю после начала операции VICTOR I начинается операция VICTOR II по захвату островов Себу, Бохоль и юго-восточной части острова Негрос. Генерал Эйчелбергер для выполнение операции назначил 23-ю пехотную дивизию под командование генерал-майора Уильяма Говарда Арнальда. Остров Себу удерживал большой японский контингент, в размере 14,5 тысяч солдат, а также на острове были сооружены сильные оборонительные сооружения. Около 2000 японских солдат под командование генерал-майора Такео Маноме вели борьбу в северной части острова Себу против около 8500 филиппинских партизан под командование подполковника Джеймса Макклауда Кушинга.

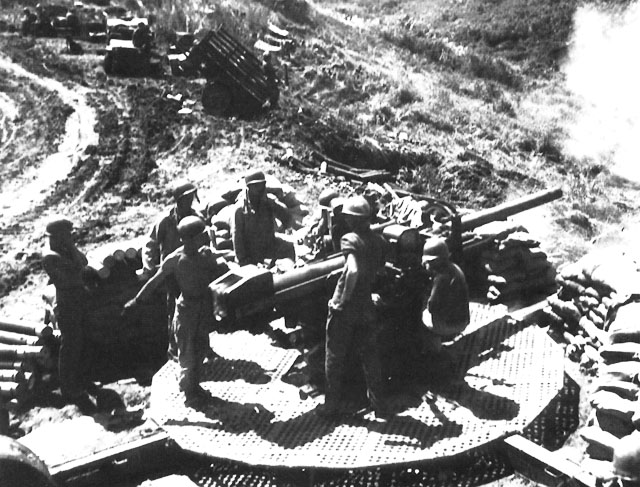
Американская артиллерия на острове Негрос

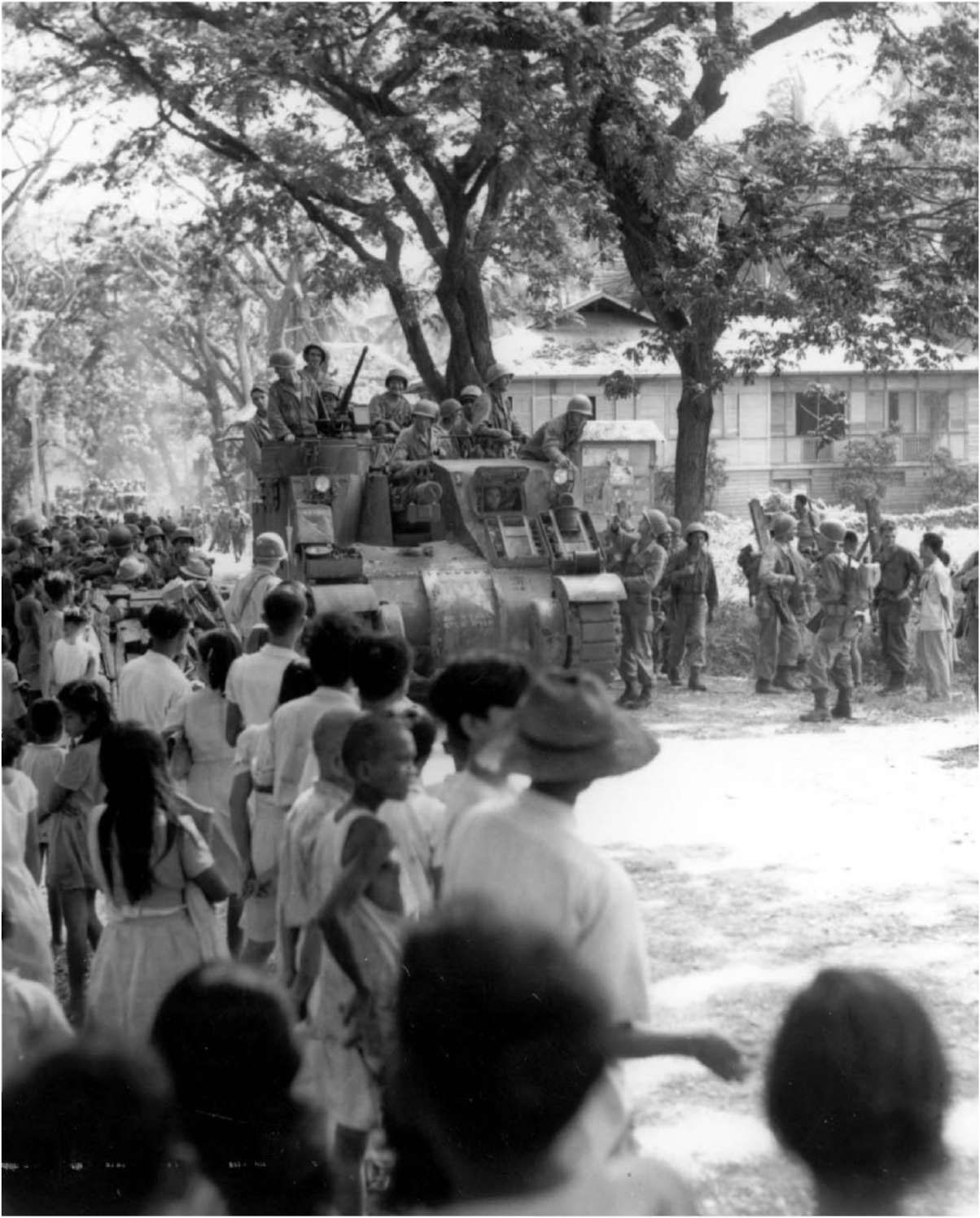
Жители города Себу встречают американских военных

26 марта 1945 года в 08:28 после часового обстрела японский позиций на пляже Талисей, который расположен в 6,5 км к западу от города Себу, высадился десант 182-й и 132-й пехотные полки. Японцы оказали слабое сопротивление, но пляж был полностью заминирован, что практически остановило наступление американских войск. Через несколько часов удалось разминировать узкие тропы сквозь минные поля и войска медленно стали продвигаться сквозь минное поле.
27 марта американские войска вошли в город Себу. 28 марта был захвачен аэродром Лахуг в 3,5 км к северо-востоку от города Себу. Затем силы 23-й пехотной дивизии столкнулись с хорошо защищенными позициями японских войск на холмах. В этот же день один холм с японскими позициями был захвачен. 29 марта 182-й пехотный полк начал атаку второго холма. В ходе штурма японцы взорвали склад боеприпасов, что привело к большим потерям в 182-м пехотном полку. В следующие дни японцы продолжали сопротивление, но части 23-й пехотной дивизии, при поддержки танков и эсминцев Седьмого флота ВМС США, медленно продвигались вперёд.

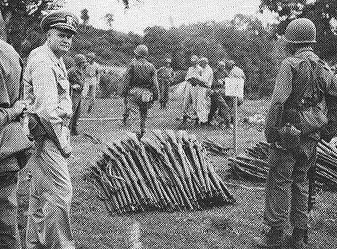
Сложенное оружие сдавшихся японских солдат

13 апреля генерал-майор Уильям Говард Арнольд приказывает 164-му пехотному полку совершить скрытный ночной марш на 40 км на запад за японскую линию обороны. На следующий день начинается атака американских сил с двух сторон. 16 апреля 1945 года генерал-майор Такео Маноме приказал оставшимся войскам отступить в горы на севере острова Себу. 20 апреля началась операция по поиску японских партизан совместно с отрядом Кушинга. Около 8500 японских солдат скрывались в горах острова Себу до конца войны.

### Захват острова Бохоль и юго-восточной части острова Негрос
11 апреля 1945 года батальон 164-го пехотного полка 23 пехотной дивизии высадился на острове Бохоль в районе города Тагбиларан. К концу апреля батальон при поддержки местных партизан очистил остров от японских войск.
26 апреля часть 164-го пехотного полка высадилась на берег в районе Сибулан на острове Негрос. Примерно в 8 км к северу от Думагете они соединились с отрядом разведчиков 40-й пехотной дивизии и через два дня атаковали позиции японских сил, которые укрепились на холмах вокруг Думагете. Сражение продолжалось до 28 мая 1945 года, когда японские войска сдали свои позиции. Филиппинские партизаны продолжили зачистку юго-восточной части острова Негрос.

## Последствия
Битва за Висайские острова, которую провела 8-я армия США, прошла успешно. Дивизия понесла маленькие потери по сравнению с японскими войсками. 40-я пехотная дивизия на острове Панай и северо-восточной части острова Негрос потеряла 390 солдат и офицеров убитыми и 1025 ранеными, а японцы потеряли 4080 убитыми и ещё 3300 погибло от болезней и голода. 23-я пехотная дивизия на островах Себу и Бохоль потеряла 417 убитыми и 1700 ранеными, а японцы 5750 убитыми и 500 ранеными.

## Примечание
1. ↑  Southern Philippines. history.army.mil. Дата обращения: 14 января 2020. Архивировано 13 января 2020 года.
2. ↑  ThriftBooks. The Fighting Fortieth in War and Peace book by James D. Delk (англ.). ThriftBooks. Дата обращения: 16 января 2020. Архивировано 16 января 2020 года.
3. ↑  Robert Ross Smith. Triumph in the Philippines. — Center of Military History, U.S. Army, 1963. — 814 с.